# Рой Керролл
Рой Керролл (англ. Roy Carroll, нар. 30 вересня 1977, Енніскіллен) — північноірландський футболіст, воротар. Виступав у складі збірної Північної Ірландії.

## Клубна кар'єра
Вихованець футбольної школи клубу «Баллінамаллард Юнайтед».
У дорослому футболі дебютував 1995 року виступами за команду клубу «Халл Сіті», в якій провів два сезони, взявши участь у 46 матчах чемпіонату.
Протягом 1997—2001 років захищав кольори команди клубу «Віган Атлетік».
Своєю грою за останню команду привернув увагу представників тренерського штабу клубу «Манчестер Юнайтед», до складу якого приєднався 2001 року. Відіграв за команду з Манчестера наступні чотири сезони своєї ігрової кар'єри. За цей час виборов титул чемпіона Англії, ставав володарем Кубка Англії.
Згодом з 2005 по 2012 рік грав у складі команд клубів «Вест Хем Юнайтед», «Рейнджерс», «Дербі Каунті», «Оденсе» та ОФІ.
До складу пірейського «Олімпіакоса» приєднався у січні 2012 року. Спочатку розглядався як основний воротар чемпіонів Греції, втім швидко втратив місце в «основі» команди, програвши конкуренцію угорському голкіперу Балажу Медьєрі.
Влітку 2014 року залишив Грецію і, повернувшись до Британії, уклав однорічний контракт з «Ноттс Каунті», який згодом було подовжено.
Завершував кар'єру в Північній Ірландії за клуби «Лінфілд», «Міндвелл», «Данганнон Свіфтс» та «Баллінамаллард Юнайтед».

## Виступи за збірні
Протягом 1998–1999 років залучався до складу молодіжної збірної Північної Ірландії. На молодіжному рівні зіграв в 11 офіційних матчах.
21 травня 1997 року дебютував в офіційних матчах у складі національної збірної Північної Ірландії у товариській зустрічі зі збірною Таїланду.
Влітку 2016 року Керрол взяв участь у чемпіонаті Європи у Франції, але на турнірі він був запасним та на поле не вийшов.
Всього провів у формі цієї команди 45 матчів.

## Титули і досягнення

### Командні
- Чемпіон Англії (1):

«Манчестер Юнайтед»: 2002–03
- Володар Кубка Англії (1):

«Манчестер Юнайтед»: 2003–04
- Володар Суперкубка Англії (1):

«Манчестер Юнайтед»: 2003
- Чемпіон Греції (3):

«Олімпіакос»: 2011–12, 2012–13, 2013–14
- Володар Кубка Греції (2):

«Олімпіакос»: 2011–12, 2012–13
- Чемпіонат Північної Ірландії (2):

«Лінфілд»: 2016–17, 2018–19
- Володар Кубка Північної Ірландії (1):

«Лінфілд»: 2016–17
- Володар Суперкубка Північної Ірландії (1):

«Лінфілд»: 2017
- Володар Кубка північноірландської ліги (1):

«Лінфілд»: 2018-19

### Особисті
- Воротар року у Данії: 2009